# Cytaea clarovittata
Cytaea clarovittata là một loài nhện trong họ Salticidae.
Loài này thuộc chi Cytaea. Cytaea clarovittata được Eugen von Keyserling miêu tả năm 1881.